# Poliol

Sorbitolul, derivat polihidroxilic al glucozei, este un îndulcitor folosit adesea în industria alimentară.

Un poliol (alcool polihidroxilic) este un compus organic ce conține în molecula sa mai multe grupe hidroxil (cel puțin două). Ca și exemple, când avem două grupe hidroxil compusul este un diol, când avem trei este un triol, etc. Prin convenție, termenul de poliol se referă strict la acești compuși, nu și la cei care conțin în plus și alte grupe funcționale. 